# Adrian Lux
Adrian Lux (* 1. Mai 1986 in Schweden als Prinz Adrian Johannes Hynne) ist ein schwedischer Musikproduzent und Diskjockey.

## Karriere
Am 3. September 2008 veröffentlichte Lux die EP Strawberry, das neben dem Titeltrack auch das Lied My Best Friend, das in Zusammenarbeit mit Oscar Wedren entstand. Nachdem der schwedische DJ und Produzent Axwell auf ihn aufmerksam wurde, nahm dieser ihn auf seinem Plattenlabel „Axtone“ unter Vertrag. Dort erschien schlussendlich seine Debüt-Single Teenage Crime, das sich zu einem kommerziellen Erfolg entwickelte und ihn in die schwedischen, belgischen, australischen und niederländischen Single-Charts brachte.
Im Jahr 2011 erschien das Teenage-Crime-Follow-Up Boy, das in Zusammenarbeit mit dem schwedischen Duo Rebecca & Fiona entstand. Dieses erreichte eine Platzierung in den belgischen Single-Charts. Der noch im selben Jahr erschienene Song Alive – eine Zusammenarbeit mit The Good Natured – schloss an den Erfolg an.
Lux veröffentlichte 2012 ein Album bei Ultra Records unter dem Titel seines eigenen Namens, das 12 Lieder beinhaltet. Das darin enthaltene Lied Can’t Sleep ist Teil des Soundtracks der Fußball-Sportsimulation FIFA 11.

## Diskografie
Alben
- 2012: Adrian Lux

EPs
- 2008: Strawberry
- 2014: Make Out

Singles
- 2010: Teenage Crime
- 2010: Strawberry
- 2011: Boy (feat. Rebecca & Fiona)
- 2011: Alive (feat. The Good Natured)
- 2011: Can’t Sleep
- 2012: Burning (feat. Dante)
- 2012: Fire
- 2012: Silence
- 2013:	Damaged
- 2013: Wild Child
- 2015:	Torn Apart
- 2017: All Aloud
- 2018:	As I Sleep (feat. Charlee)

## Auszeichnungen für Musikverkäufe
| Platin-Schallplatte - Australien - 2011: für die Single Teenage Crime |

Anmerkung: Auszeichnungen in Ländern aus den Charttabellen bzw. Chartboxen sind in ebendiesen zu finden.
| Land/RegionAuszeichnungen für Musikverkäufe (Land/Region, Auszeichnungen, Verkäufe, Quellen) | Gold | Platin     | Verkäufe | Quellen              |
| -------------------------------------------------------------------------------------------- | ---- | ---------- | -------- | -------------------- |
| Australien (ARIA)                                                                            | —    | Platin1    | 70.000   | aria.com.au          |
| Schweden (IFPI)                                                                              | —    | Platin1    | 40.000   | sverigetopplistan.se |
| Insgesamt                                                                                    | —    | 2× Platin2 |          |                      |